# Emídio Brasileiro

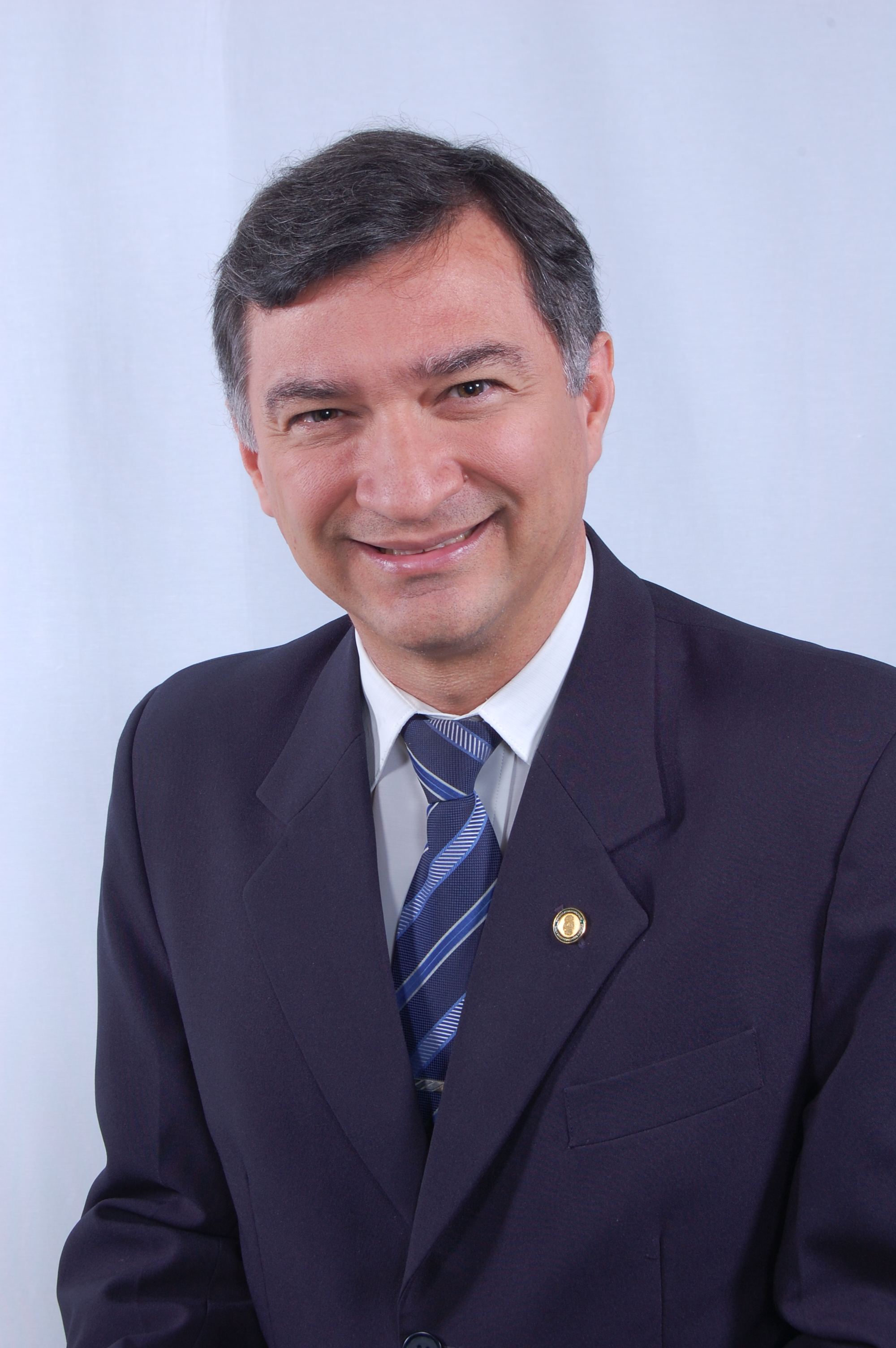
Emídio Brasileiro

Emídio Silva Falcão Brasileiro (* 19. Februar 1962 in Irará, Bahia) ist ein brasilianischer Jurist, Hochschullehrer und Autor wissenschaftlicher und religiöser Werke.

## Leben
Emídio Brasileiro ist in der Kleinstadt Irará im nordostbrasilianischen Bundesstaat Bahia aufgewachsen. Er ist der älteste Sohn von João Falcão de Albuquerque Brasileiro und Jenuci Silva Falcão Brasileiro. Bereits als Jugendlicher wandte er sich dem Spiritismus in der brasilianischen Ausprägung des Kardecismus zu, zunächst in Irará, dann ab 1978 in Salvador da Bahia. 1982 besuchte er Kurse in Elektronik und arbeitete bis 1989 als Telekommunikationstechniker für die Firma Embratel.
1985 begann er, für den Spiritismus missionarisch tätig zu werden, zunächst im Inland, später mit Vorträgen auch im Ausland. 1986 zog er nach Goiânia um. Hier studierte er Rechtswissenschaften an der Universidade Federal de Goiás (UFG) mit Schwerpunkt Bildungsplanung, wechselte an die private Universidade Lusófona de Humanidades e Tecnologias in Lissabon für das Fach Erziehungswissenschaften und legte 2014 sein Juristenexamen an der privaten Autonomen Universität Lissabon mit einer Arbeit über O Direito Natural visto à luz da Lei da ação e reação de Isaac Newton ab, in der er das Naturrecht in Verbindung mit Newtons Gesetz der Actio und Reactio setzt.
Er ist Autor verschiedener Lehrbücher zum Spiritismus.
Brasileiro ist mit Marislei de Sousa Espíndula Brasileiro, von Beruf Krankenschwester, verheiratet, mit der er zwei Kinder hat. Mit Marislei forschte er ab 1994 mit Hilfe von Fragebögen über Sexualunterricht an Schulen und das sexuelle Verhalten der Bevölkerung, ebenso interessierte er sich für die Gefühlswelt. Nach einigen Gast- und Teilzeitdozenturen arbeitet das Ehepaar heute (Stand 2015) an der privaten Universidade Paulista in Goiás. In Goiás gründete er u. a. die erste spiritistische Akademie des Landes und 2005 die Academia Goianiense de Letras.

## Werke
- A Caminho do Deserto, 1992
- A Outra Face do sexo, 1999
- O Livro dos Evangelhos, 2000
- O Sexo Nosso de Cada Dia, 1999
- Sabedoria, 2001
- Sexo, Problemas e Soluções, 1996
- Um Dia em Jerusalém, 1988
- Educação Emocional, 2009
- Educação Sexual, 2001
- Inteligências Emocionais, 2002
- Introdução ao Direito Penal, 2006
- Sexualidade, Cinema e Deficiência, 2008
- Tratado dos Evangelhos, 2023